# ماجرای سگ قهوه‌ای
ماجرای سگ قهوه‌ای یا شورش جریانِ سگ قهوه‌ای موضوعی سیاسی پیرامون زنده‌شکافی جانوران در پژوهش‌های پزشکی از سالِ ۱۹۰۳ تا ۱۹۱۰ میلادی در انگلستان است. این امر با نفوذ یک کنش‌گر زن سوئدی به کلاس‌های آموزش پزشکی آغاز شد و موجب ایجاد یک کمیسیون سلطنتی برای بررسیدن استفاده از جانوران در آزمایش‌های پزشکی شد. این ماجرا به ماجرایی ملی در بریتانیا بدل شد و هواخواهان و مخالفانِ خود را داشت.

## چگونگیِ ماجرا
ماجرا از آنجا آغاز شد که ویلیام بِیلیس -از گروهِ فیزیولوژی در دانشگاه کالج لندن- که در حال بررسی هورمون‌ها در انسان و دستگاه گوارش بود، سگ تری‌یر قهوه‌ایی را زنده شکافی کرد و جنجال بزرگی به‌راه افتاد. پس از این، روشِ وی از سوی انجمن ملی ضد زنده‌شکافی بی‌رحمانه و غیرقانونی دانسته و محکوم شد. بیلیس که از حمله به شهرتش به خشم آمده بود، شکایت کرده و برنده شد.
مخالفان زنده‌شکافی در سال ۱۹۰۶ یک مجسمه برنزی از سگ را به‌عنوان یک بنای یادبود سفارش داده و در بَتِرسی پرده‌برداری کردند، اما دانشجویانِ پزشکی که با نوشتهٔ «مردان و زنان انگلستان! تا به کِی باید که چنین شود؟» خشمگین شده بودند، پیوسته به خرابکاری در بنای یادبود روی آوردند. بگونه‌ای که به یک نگهبان پلیس ۲۴ ساعته برای جلوگرفتن از خرابکاری‌ها در پیکره نیاز شد. در دسامبر ۱۹۰۷ نیز حدود ۱۰۰۰ دانشجو با راهپیمایی در مرکز لندن با سافراجت‌ها، اتحادیه‌های کارگری و ۴۰۰ افسر پلیس درگیر شدند. بگونه‌ای که این ماجرا به شورش جریان سگ قهوه‌ای نیز شُهره شد.
سرانجام، پیکرهٔ یادبود را مسئولانِ شهری، شبانه از آنجا برداشتند. در سالِ ۱۹۸۵ پیکرهٔ برنزی تازه‌ای به یادبود این ماجرا و پشتیبانی از حقوقِ جانوران و مخالفت با زنده‌شکافی، در آنجا قرار داده شد.

### مردان و زنانِ انگلستان!
نوشته‌های تندیس یادبود اصلی و به ویژه بخش مردان و زنان انگلستان! که خشم دانشجویان را برانگیخته بود:
به یادبود تری‌یر قهوه‌ای؛
سگی محکوم به مرگ که در آزمایشگاه دانشگاه کالج در فوریهٔ ۱۹۰۳ پس از تحمل دو ماه زنده‌شکافی و دست‌به‌دست شدن [میان پژوهشگران]، مرگ وی را رهانید.
همچنین به یادبود زنده‌شکافی ۲۳۲ سگ در همان‌جا و در طول سال ۱۹۰۲.
مردان و زنان انگلستان!
تا به کِی باید که چنین شود؟

## خوانشِ بیشتر
نقشه‌ها
- Location of the new Brown Dog, Old English Garden, Battersea Park on Wikimapia (۵۱°۲۸′۵۰٫۳۴″ شمالی ۰°۹′۴۴٫۱۷″ غربی / ۵۱٫۴۸۰۶۵۰۰°شمالی ۰٫۱۶۲۲۶۹۴°غربی)
- Location of the old Brown Dog (now empty), Latchmere Recreation Ground on Wikimapia (۵۱°۲۸′۱۸٫۴۷″ شمالی ۰°۹′۴۲٫۵۵″ غربی / ۵۱٫۴۷۱۷۹۷۲°شمالی ۰٫۱۶۱۸۱۹۴°غربی)

کتاب‌ها و مقالات
- Bayliss, Leonard (1957). "The 'Brown Dog' Affair" in Potential, the UCL Physiology magazine, Spring 1957, No. 2, pp.  11–22.
- British Medical Journal. "Bayliss v. Coleridge", 2(2237), 14 November 1903, pp.  1298–1300; contd., 2(2238), 21 November, pp.  1361–1371.
- British Medical Journal. "The 'Brown Dog' Of Battersea", 2(2448), 30 November 1907, pp.  1609–1610.
- British Medical Journal. "A New Antivivisectionist Libellous Statue At Battersea", 292(6521), 8 March 1986, p.  683.
- Coult, Tony. "The Strange Affair of the Brown Dog", 1988, radio play based on Peter Mason's The Brown Dog Affair.
- Coleridge, Stephen. Vivisection, a heartless science, John Lane, ۱۹۱۶.
- Gålmark, Lisa. Shambles of Science, Lizzy Lind af Hageby & Leisa Schartau, anti-vivisektionister 1903-1913/14, Stockholm University/Federativ, 1997.
- Gålmark, Lisa. "Women Antivivisectionists, The Story of Lizzy Lind af Hageby and Leisa Schartau," in Animal Issues, 4(2), 2000, pp.  1–32.
- Galloway, John. "Dogged by controversy", review of Peter Mason's The Brown Dog Affair, نیچر, 394, 13 August 1998, pp.  ۶۳۵–۶۳۶.
- Le Fanu, James. "In sickness and in health: vivisection's undoing", The Daily Telegraph, 23 November 2003.
- Harte, Negley; North, John. The World of UCL, 1828–1990, Routledge, 1991 (with image of the restaged experiment on the brown dog, p.  127).